# اسپایس‌جت

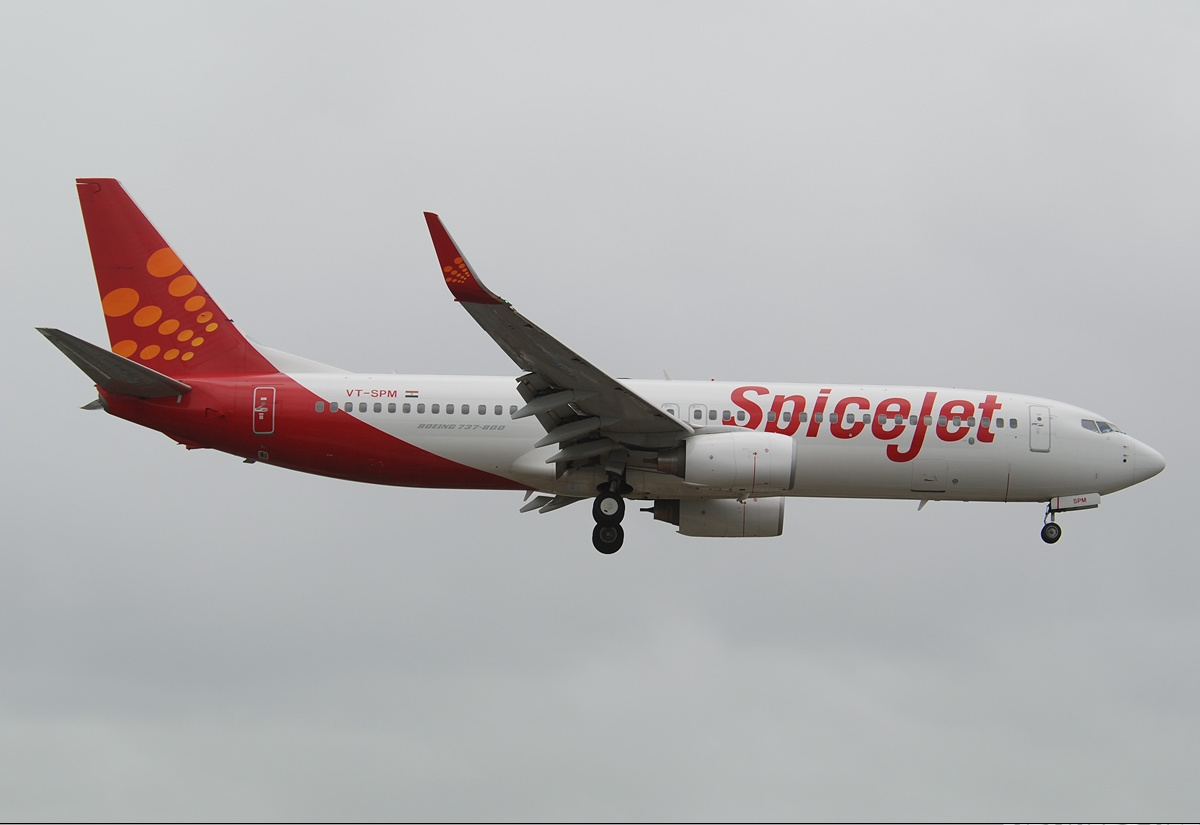
هواپیمای بوئینگ ۷۳۷ متعلق به اسپایس‌جت

اسپایس‌جت، (به انگلیسی: SpiceJet) شرکت هواپیمایی ارزان‌قیمت هندی است، که در سال ۱۹۹۳ تأسیس شد و در حال حاضر روزانه به ۵۴ مقصد پروازهای مستقیم دارد و هم‌اکنون پس از ایر ایندیا و گو ایر، به‌عنوان سومین شرکت هواپیمایی هند، شناخته می‌شود.
دفتر مرکزی شرکت اسپایس‌جت در شهر گورگان، هند قرار دارد و فرودگاه بین‌المللی چنای، فرودگاه بین‌المللی ایندیرا گاندی، فرودگاه بین‌المللی راجیو گاندی، فرودگاه بین‌المللی چاتراپاتی شیواجی و فرودگاه بین‌المللی بنگالورو، قطب‌های این شرکت هواپیمایی به‌شمار می‌آیند. این شرکت در حال حاضر در ناوگان هوایی خود، دارای ۵۸ فروند هواپیمای جت مسافربری می‌باشد.